# 신안 흑산 진리 초령목 자생지
신안 흑산 진리 초령목 자생지(新安 黑山 鎭里 招靈木 自生地)는 대한민국 전라남도 신안군 흑산면 진리에 있는 초령목 자생지이다. 1992년 10월 26일 천연기념물 제369호 흑산도진리의초령목으로 지정되었다가, 1994년에 고사함에 따라 2004년 2월 13일 전라남도의 기념물 제222호로 지정되었다.

## 개요
초령목은 목련과의 늘푸른큰키나무로 백련화(白蓮花), 함소화(含笑花)라고도 부른다. 우리나라에서는 제주도와 흑산도에 자생한다. 다 자라면 높이가 20m에 이른다. 봄에 가지 끝의 겨드랑이에 작은 꽃이 1개씩 핀다. 열매는 길이 5~10sm로 주머니 모양이며 10월에 익는다.
본디 이 곳에는 우리나라에서 가장 큰(높이 20m, 가지 폭 1~15m)것으로 조사된 초령목이 천연기념물(제369호)로 지정되었으나, 태풍 등으로 인해 1994년 말라 죽어 해제되었다. 다행히 주변에 어린 나무 43주가 자생하고, 보호할 가치가 충분하여 2004년 2월 13일 전라남도 기념물 제222호로 지정되었다.
초령목은 귀신을 부른다는 믿음이 있기 때문에 흑산도의 진리당숲에 심어졌던 것으로 여겨진다. 20여년 전까지 진리당숲에서는 매년 정초에 마을의 안녕과 풍어를 기원하는 당제를 지냈다고 한다.

## 참고 자료
- 신안흑산진리초령목자생지 - 국가유산청 국가유산포털